# Apalachicola
Apalachicola és una població dels Estats Units, seu del comtat de Franklin, a l'estat de Florida. Segons el cens del 2000 tenia 2.334 habitants.

## Demografia
Segons el cens del 2000, Apalachicola tenia 2.334 habitants, 1.006 habitatges, i 608 famílies. La densitat de població era de 479,3 habitants per km².
Dels 1.006 habitatges en un 23,4% hi vivien nens de menys de 18 anys, en un 41,8% hi vivien parelles casades, en un 15% dones solteres, i en un 39,5% no eren unitats familiars. En el 34,7% dels habitatges hi vivien persones soles el 14,8% de les quals corresponia a persones de 65 anys o més que vivien soles. El nombre mitjà de persones vivint en cada habitatge era de 2,24 i el nombre mitjà de persones que vivien en cada família era de 2,87.
Per edats la població es repartia de la següent manera: un 21,9% tenia menys de 18 anys, un 7% entre 18 i 24, un 24% entre 25 i 44, un 26,7% de 45 a 60 i un 20,5% 65 anys o més.
L'edat mediana era de 43 anys. Per cada 100 dones de 18 o més anys hi havia 86,3 homes.
La renda mediana per habitatge era de 23.073 $ i la renda mediana per família de 28.464 $. Els homes tenien una renda mediana de 22.500 $ mentre que les dones 18.750 $. La renda per capita de la població era de 12.227 $. Entorn del 19,9% de les famílies i el 25,3% de la població estaven per davall del llindar de pobresa.

## Poblacions més properes
El següent diagrama mostra les poblacions més properes.